# Сабинен
Сабинен (туй-4(10)-ен, 1-изопропил-4-метиленбицикло[3.1.0]гексан, C10H16) — циклический природный монотерпен.

## Свойства
Бесцветная жидкость. Обладает теплым, перечным, древесным (сосновый терпеновый) запахом. Существует в виде двух оптических (D-сабинен, L-сабинен) и рацемической формах. Угол вращения D-сабинена зависит от его природного источника и составляет 101,7-103,4o.

## Нахождение в природе и получение
Сабинен содержится в эфирных маслах можжевельников Juniperus turcestanica, Juniperus semiglobalosa, Juniperus sabina (32-36 % от массы масла), получаемых из их хвои перегонкой с паром. Кроме того, сабинен содержится в эфирных маслах майорана, герани, сосны.
D-сабинен — содержится в эфирном масле казацкого можжевельника Juniperus sabina, присутствует в масле цейлонского кардамона, в эфирном масле майорана садового (Origanum majorana), масле ортодона. L-сабинен обнаруживается в масле из семян Xanthoxylum budrunga, в масле казацкого можжевельника (Juniperus sabina), Vitex negungo. Рацемический сабинен встречается в масле кубебы, масле из листьев Murraya koenigii.
Из эфирного масла сабинен выделяют фракционной перегонкой в вакууме.